# فرانچسکا پوتیژان
فرانچسکا پوتیژان (فرانسوی: Francesca Petitjean‎؛ زادهٔ ۳۰ نوامبر ۱۹۶۲) بدنساز زن اهل فرانسه است که در دهه‌های هشتاد و نود میلادی فعالیت می‌کرد. وی بین ۱۹۹۸ تا ۲۰۰۳ در فیلم‌های پورنوگرافی بازی می‌کرد.